# Новий Браньщик
Новий Браньщик (пол. Nowy Brańszczyk) — село в Польщі, у гміні Браньщик Вишковського повіту Мазовецького воєводства.
Населення — 238 осіб (2011).
У 1975-1998 роках село належало до Остроленцького воєводства.

## Демографія
Демографічна структура станом на 31 березня 2011 року:
|          | Загалом | Допрацездатний вік | Працездатний вік | Постпрацездатний вік |
| -------- | ------- | ------------------ | ---------------- | -------------------- |
| Чоловіки | 117     | 26                 | 77               | 14                   |
| Жінки    | 121     | 29                 | 65               | 27                   |
| Разом    | 238     | 55                 | 142              | 41                   |